# Santiago Baglietto
Santiago Baglietto (República de Génova, 1781-Sevilla, 21 de noviembre de 1853) fue un escultor genovés radicado en España, padre de los también escultores Leoncio y Joaquín.

## Biografía
Natural de la localidad genovesa de Cellai, se trasladó a España a una edad muy temparana. Cuando apenas contaba quince años, se presentó a disputar los premios ofrecidos por la Real Academia de Bellas Artes de San Fernando ―de la que era discípulo― y alcanzó en ellos el segundo de la tercera clase. En el concurso celebrado por la misma academia en 1805, le fue adjudicado el segundo de la primera clase. El 30 de enero de 1831, cuando se hallaba desempeñando la plaza de director de la Escuela de Nobles Artes de Murcia, fue creado académico de mérito por la escultura de la citada de San Fernando. Un modelado suyo del Fauno del cabrito fue a parar a aquella academia.
Falleció en Sevilla en 1853.